# Konditorei Kreipe

Haus der Baumkuchenfabrik Friedrich Kreipe in der Bahnhofstraße

Die 1873 in Hannover gegründete Konditorei Kreipe ist ein seit Generationen geführtes Familienunternehmen, das mit seinen Cafés mehrfach zu den bedeutendsten Konditoreien in Deutschland gezählt wurde. Ausgehend vom Geschäftssitz in der Bahnhofstraße 12 werden die Filialen in der Sedanstraße 36 Ecke Lister Meile sowie in der Rathenaustraße 12 geleitet.

## Geschichte
Friedrich Kreipe, erster Namensgeber der Konditorei, wurde in der Residenzstadt des Königreichs Hannover am 2. Februar 1844 als Sohn eines Gastwirtes und Tierarztes geboren. Nachdem er die Tochter des Konditors Conrad Friedrich Oesterle geheiratet hatte, übernahm er in der Gründerzeit des Deutschen Kaiserreichs 1873 dessen schon seit 1858 in der Bahnhofstraße eröffnete Konditorei. Durch die Erweiterung um ein erstes, als „gediegener Treffpunkt in günstiger Lage“ eingerichtetes Café konnte sich Kreipe neben dem damaligen Café Robby behaupten, das später als Café Kröpcke bekannt wurde. Zu den bedeutenden Bewohnern des Hauses, in dessen Erdgeschoss Kreipe sein Café führte, zählten 1884 beispielsweise der österreichische Hof-Opernsänger Josef Bletzacher und der Königliche Justizrat Christian Hermann Ebhardt.

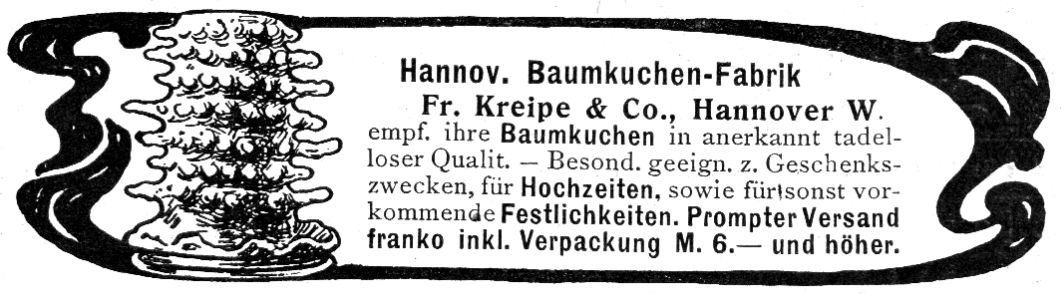
Werbeanzeige der „Hann. Baumkuchen-Fabrik Fr. Kreipe & Co.“; 1905 mit Jugendstil-Ornament

Nachdem Kreipe zum kaiserlichen Hoflieferanten und Hofkonditor ernannt worden war, leitete sein 1882 in Hannover geborener Sohn Friedrich Kreipe das Café ab 1907 und wurde ebenfalls zum Hoflieferanten ernannt. Er vergrößerte und modernisierte das Café und offerierte als Spezialitäten Baumkuchen und Pralinen; Mitte der 1920er-Jahre firmierte das Unternehmen als „Baumkuchenfabrik“.
Durch die Luftangriffe auf Hannover während des Zweiten Weltkrieges wurde das Café durch Fliegerbomben zerstört. Doch mit Genehmigung der Britischen Militärbehörden konnte der 1911 geborene Friedrich Kreipe, Enkel des Namensgebers, schon 1946 auf dem rückwärtigen Firmengrundstück inmitten von Trümmern sein nun „Hof-Konditorei“ genanntes Café wiedereröffnen. Im 1951 fertiggestellten Neubau hielt Kreipe seinen Gästen dann mehr als vier Jahrzehnte 220 Plätze vor.
1997 wurde das Café an der Bahnhofstraße geschlossen, und - erheblich verkleinert - zunächst unter anderem in der Passerelle - bald in der 5. Generation geführt. In seinen der Zeit angepassten, modernisierten „CoffeeTime Filialen“ in der Sedan- und Rathenaustraße werden neben insbesondere die „drei-B“-Klassiker Baumkuchen, Bismarcktorte und Butterkuchen geboten sowie saisonale Spezialitäten. Zum Portfolio zählen zudem Trüffel und Pralinen sowie Hochzeits- und Festtagstorten aus eigener Herstellung.